# Onthophagus mankonoensis
Onthophagus mankonoensis är en skalbaggsart som beskrevs av Vladimir Balthasar 1966. Onthophagus mankonoensis ingår i släktet Onthophagus och familjen bladhorningar. Inga underarter finns listade i Catalogue of Life.